# Glandonia williamsii
Glandonia williamsii är en tvåhjärtbladig växtart som beskrevs av Julian Alfred Steyermark. Glandonia williamsii ingår i släktet Glandonia och familjen Malpighiaceae. Inga underarter finns listade i Catalogue of Life.